# Jorge Gotor Blas
Jorge Gotor Blas (Zaragoza, Aragón, España, 14 de abril de 1987) es un futbolista español. Se desempeña en la posición de defensa central y su actual equipo es la Sociedad Deportiva Borja de la Tercera División de España.

## Trayectoria
Desde muy pequeño comenzó jugando en Santo Domingo de Juventud CF y en Unión Deportiva Amistad siendo delantero su posición inicial.
Empezó en las categorías inferiores del Real Zaragoza, siendo uno de los más destacados en todas las categorías. Hasta tal punto que cuando militaba en el Real Zaragoza "B" fue convocado con la selección española de fútbol sub-16.
Al próximo año fue de nuevo convocado por la selección española sub-17 siendo convocado para el Europeo en Francia jugando con jugadores de la talla de Cesc Fàbregas, Gerard Piqué o Javi Garcia. Disputando la final en París contra Francia perdiendo la final y quedando supcampeones de Europa.
Eso no paso desapercibido para el Real Zaragoza entrenado por Víctor Muñoz Manrique que ese verano llevó a Jorge Gotor a la pretemporada del primer equipo del Real Zaragoza. Al comienzo de esa temporada comenzó a entrenar con el primer equipo siendo convocado en varios partidos como en Almería y Osasuna.
En el año 2006 Jorge Gotor fue convocado de nuevo por el técnico Victor Muñoz para disputar la final de la copa de su majestad el rey en el Santiago Bernabeu contra el RCD Espanyol, aunque finalmente no disputó ningún minuto.
Tras no tener continuidad en el primer equipo y no confiar en él, Jorge se marcha al Real Club Deportivo Espanyol "B" (2008-2009) siendo una de las canteras más prometedoras del fútbol Español. Fue uno de los titulares indiscutibles en la tercera división y siendo convocado para algún partido con el primer equipo.Cuajó una gran temporada junto con sus compañeros que les hizo ascender a Segunda División "B".
Al próximo año (2009-2010) fichó por el Real Murcia Club de Fútbol Imperial militando en la Segunda División "B", de nuevo fue titular indiscutible disputando una gran cantidad de partidos y manteniendo la categoría con el filial pimentonero.Gracias a esa gran actuación al final de ese año comenzó a entrenar con el primer equipo.
Al destacar con el filial pimentonero en la 2010-2011 fue subido al Real Murcia Club de Fútbol, con una difícil tarea intentar ascender con el equipo a Segunda División "A". Comenzó siendo titular luego fue perdiendo algo de protagonismo pero disputando partidos tanto de copa del rey como de liga, posteriormente quedaron primeros en la Segunda División B de su grupo y consiguiendo en Lugo el ansiado ascenso a Segunda División "A".
En la temporada 2011-2012 fichó por el Getafe Club de Fútbol "B" con una gran experiencia en Segunda "B" cuajó una grandísima temporada jugando 32 partidos y marcando 3 goles, ese año se clasificaron en séptima posición en liga.
En la 2012-2013 fichó por el Club Deportivo Atlético Baleares uno de los equipos más potentes de la Segunda división "B" disputó unos cuantos partidos y marcando tres goles, no gozaba de la confianza del técnico y tras ser un club bastante convulso rescindió contrato con el Atlético Baleares.
En enero de 2013 Fichó por el Club Deportivo Guijuelo, el defensa maño fue con el difícil objetivo de mantener la categoría cuajó una actuación decente, juntos con sus compañeros se logró el objetivo de permanencia en la Segunda División "B".
En el verano de 2013 se comprometió con el Club Deportivo Sariñena que milita en la Segunda División "B", al comienzo de la temporada fue uno de los fijos para el técnico Alex Monserrate, los malos resultados del conjunto monegríno le llevaron a la destitución del técnico.Al contratar a Manolo Villanova como técnico Jorge no gozó de tanto protagonismo, los resultados no llegaban y a Jorge se le dio la oportunidad de ir a jugar a Irak.
El 28 de diciembre de 2013 ficha por el Arbil FC de Irak, fue el primer jugador español que recaló en esta liga, siendo uno de los dos mejores conjuntos de la liga iraquí y disputando la copa de Asia.
En enero de 2015 comenzó una carrera en Indonesia con Mitra Kukar que compitió en el "Indonesia Super League", ampliamente conocido en Asia se convirtió en la liga más caliente en el sudeste asiático.
En junio de 2017 se compromete con el New Radiant de la Liga Premier de Maldivas, con el que logró alzar tres trofeos en un año (Liga, Copa y Copa del Presidente) en Maldivas y realizar una digna participación en la AFC Cup, segunda competición de clubes más importante de Asia en cuya fase de grupos logró 12 puntos de 18 posibles.
En agosto de 2018, se marcha con Óscar Bruzón y firma con el Bashundhara Kings de la Liga Premier de Bangladés con el que conseguiría ganar el título de la Liga Premier de Bangladés al vencer en la final al Abahani Limited.
En agosto de 2019, regresa a España para firmar con la Asociación Deportiva San Juan de la Tercera División de España, para jugar en el club de su tierra.

## Clubes
| Club                             | Temporada | Competición                  | Partidos | Goles |
| -------------------------------- | --------- | ---------------------------- | -------- | ----- |
| Real Zaragoza "B" · España       | 2005-2006 | Segunda División B de España | 3        | 0     |
| Real Zaragoza "B" · España       | 2006-2007 | Tercera División de España   | 21       | 1     |
| Real Zaragoza "B" · España       | 2007-2008 | Tercera División de España   | 24       | 2     |
| R. C. D. Espanyol "B" · España   | 2008-2009 | Tercera División de España   | 32       | 2     |
| Real Murcia Imperial · España    | 2009-2010 | Segunda División B de España | 29       | 4     |
| Real Murcia C. F. · España       | 2010-2011 | Segunda División B de España | 18       | 2     |
| Getafe C. F. "B" · España        | 2011-2012 | Segunda División B de España | 32       | 3     |
| C. D. Atlético Baleares · España | 2012      | Segunda División B de España | 8        | 3     |
| C. D. Guijuelo · España          | 2013      | Segunda División B de España | 8        | 1     |
| C. D. Sariñena · España          | 2013      | Segunda División B de España | 11       | 1     |
| Erbil S. C. Irak                 | 2013-2014 | Liga Premier de Irak         | 26       | 1     |
| P. S. Mitra Kukar Indonesia      | 2015      | Liga 1 de Indonesia          | 3        | 0     |
| C. D. Eldense · España           | 2015-2016 | Segunda División B de España | 41       | 2     |
| P. S. Mitra Kukar Indonesia      | 2017      | Liga 1 de Indonesia          | 24       | 2     |
| New Radiant S. C. Maldivas       | 2017-2018 | Liga Premier de Maldivas     | 5        | 0     |
| Bashundhara Kings Bangladés      | 2018-2019 | Liga Premier de Bangladés    | 7        | 0     |
| A. D. San Juan · España          | 2019-2020 | Tercera División de España   | 26       | 3     |
| S. D. Borja · España             | 2020-     | Tercera División de España   |          |       |